# Cetinjski nogometni podsavez
La Cetinjski nogometni podsavez fu la sottofederazione calcistica di Cettigne, una delle 15 in cui era diviso il sistema calcistico del Regno di Jugoslavia.. La dicitura della sottofederazione veniva abbreviata in CNP.
Nel 1940 cambiò il nome in Cetinjski loptački podsavez (e l'acronimo in CLP).
La CNP venne costituita l'8 marzo 1931, secondo le disposizioni dell'Assemblea della JNS sulla formazione di due nuove sottofederazione con sede a Cetinje e Niš. Il nome originale era Zetski nogometni podsavez (sottofederazione calcistica della Banovina della Zeta) e la sessione costituente si tenne nella sala della "Dome Slobode" a Cetinje. La sottofederazione comprendeva i club del Montenegro e delle Bocche di Cattaro, che prima si trovavano in 3 župe (parrocchie) della sottofederazione di Spalato. Alla sessione partecipavano tutti i 10 club che appartenevano a questa sottofederazione, ed era aperta dal delegato della JNS, l'ing. Milivoj Dobrić, quindi venne selezionata la commissione di verifica con 2 registratori e 2 certificatori. Vennero inoltre verificate 9 iscrizioni dei club (solo l'iscrizione del SK Primorac Kotor era stata respinta perché il club si stava fondendo con un altro e l'iter non è ancora completato). Dopo un lungo accordo, venne eletto primo presidente della CNP Nikola Latković di Cettigne. La prima stagione si giocò nella primavera del 1931 secondo il sistema dell'eliminazione diretta, e principalmente a causa del piccolo numero di squadre coinvolte, si usò ancora per due stagioni questa formula, prima di passare finalmente al girone unico.
Tutti i presidenti della sottofederazione calcistica di Cetinje:

Nikola Latković - 8 marzo 1931 - 25 ottobre 1931

Alexander Rheinwein - 25 ottobre 1931 - 13 agosto 1933

Srećko Jun - 13 agosto 1933 - 23 dicembre 1934

Nico Bokan - 1935 - 5 dicembre 1937

Đuro Čejović - 5 dicembre 1937 - 1941

## Albo d'oro

### 1922-1930
Fino al 1931, i club di questa zona ricadevano sotto la giurisdizione della sottofederazione di Spalato ed erano divisi prima in due, poi in tre župe (it. "parrocchie"), che si affrontavano, attraverso la formula dell'eliminazione diretta, per il titolo di "campione del Montenegro". Questa fase era chiamata Prvijenstvo Zetske i Primorske banovine (it. Campionato della Banovina della Zeta e del litorale).
| Stagione       | Vincitore         | Ris.              | Finalista         |
| -------------- | ----------------- | ----------------- | ----------------- |
| 1922-23        | Crnogorac         | 5–1               | Primorac Kotor    |
| 1923-24        | Crnogorac         | 3–0               | Primorac Kotor    |
| 1924-25        | Lovćen            | 2–1               | Primorac Kotor    |
| Autunno 1925   | Orjen Tivat       | 3–0               | Lovćen            |
| Primavera 1926 | Balšić            | 5–2               | Orjen Tivat       |
| Autunno 1926   | Crnogorac         | ?                 | ?                 |
| Primavera 1927 | Lovćen            | ?                 | ?                 |
| Autunno 1927   | Balšić            | ?                 | Primorac Kotor    |
| Primavera 1928 | Crnogorac         | 4–3               | Primorac Kotor    |
| Autunno 1928   | Torneo interrotto | Torneo interrotto | Torneo interrotto |
| Primavera 1929 | Orjen Tivat       | ?                 | Balšić            |
| Autunno 1929   | Orjen Tivat       | ?                 | Crnogorac         |
| Primavera 1930 | Balšić            | 3–0               | Orjen Tivat       |
| Autunno 1930   | Balšić            | 1–0               | Orjen Tivat       |

### 1931-1941 – CNP indipendente
Con la separazione dalla SpNP, i vincitori della Cetinjski podsavez accedevano agli spareggi al campionato nazionale. Per la maggior parte delle edizioni, il torneo si è tenuto con la formula dell'eliminazione diretta. Dal 1934-35 al 1937-38 si è tenuto un girone finale fra le vincitrici delle varie parrocchie in cui era divisa la sottofederazione (Zetska župa, Primorska župa e Grad Cetinje). In questo decennio il torneo era chiamato Prvijenstvo Cetinjskog nogometnog podsaveza (campionato della sottofederazione di Cettigne).
| Primavera 1931              | Crnogorac | 2–1 | Obilić Nikšić | | | |
| Autunno 1931                | Crnogorac | 2–1 | Budućnost | | | |
| Primavera 1932              | Crnogorac | 8–3 | Obilić Nikšić | | | |
| Autunno 1933                | Budućnost | 6–3 | Lovćen | | | |
| Primavera 1933              | Budućnost | 2–0, 2–0 | Lovćen | | | |
| Autunno 1933 Primavera 1934 | La CNP ha cambiato la formula: rimangono sempre le due fasi annuali (autunno e primavera). Le squadre vengono divise in 3 gruppi Zetska župa, Primorska župa e Grad Cetinje. I risultati sono incompleti. | La CNP ha cambiato la formula: rimangono sempre le due fasi annuali (autunno e primavera). Le squadre vengono divise in 3 gruppi Zetska župa, Primorska župa e Grad Cetinje. I risultati sono incompleti. | La CNP ha cambiato la formula: rimangono sempre le due fasi annuali (autunno e primavera). Le squadre vengono divise in 3 gruppi Zetska župa, Primorska župa e Grad Cetinje. I risultati sono incompleti. | La CNP ha cambiato la formula: rimangono sempre le due fasi annuali (autunno e primavera). Le squadre vengono divise in 3 gruppi Zetska župa, Primorska župa e Grad Cetinje. I risultati sono incompleti. | La CNP ha cambiato la formula: rimangono sempre le due fasi annuali (autunno e primavera). Le squadre vengono divise in 3 gruppi Zetska župa, Primorska župa e Grad Cetinje. I risultati sono incompleti. | La CNP ha cambiato la formula: rimangono sempre le due fasi annuali (autunno e primavera). Le squadre vengono divise in 3 gruppi Zetska župa, Primorska župa e Grad Cetinje. I risultati sono incompleti. |
| 1934-35                     | Lovćen | girone | Crnogorac | Sloga Cetinje | Njegoš Cetinje | |
| 1935-36                     | Crnogorac | girone | Jugosloven Kotor | Balšić | Arsenal Tivat | Lovćen e Budućnost espulse dal torneo |
| 1936-37                     | Arsenal Tivat | girone | Crnogorac | Sloga Cetinje | Hercegovac Nikšić | |
| 1937-38                     | Crnogorac | girone | Sloga Cetinje | Arsenal Tivat | Balšić | Jugosloven Kotor |
| 1938-39                     | Balšić | 3–2 e 2–0 | Arsenal Tivat | | | |
| 1939-40                     | Arsenal Tivat | ? | ? | | | |
| 1940-41                     | Campionato interrotto a causa della guerra. | Campionato interrotto a causa della guerra. | Campionato interrotto a causa della guerra. | | | |

## Squadre coinvolte
Grad Cetinje
- Lovćen
- Crnogorac
- Njegoš Cetinje
- Sloga Cetinje

Zetska župa
- Budućnost
- Balšić
- Jugoslavija Nikšić
- Hercegovac Nikšić
- Gorštak
- Njegoš Berane
- Zmaj Danilovgrad
- Slavija Podgorica

Primorska župa
- Crnojević Bar
- Mogren
- Jugosloven Kotor
- Jedinstvo Herceg Novi
- Primorje Herceg Novi
- Igalo
- Zrinski Tivat
- Orjen Tivat

Hercegovačka župa

Nel 1938 sono state aggregate alla CNP le compagini di alcune località dell'Erzegovina, prima ricadenti sotto la giurisdizione della sottofederazione di Sarajevo.
- Trebinje
- Bileća
- Avtovac
- Ljubinje
- Gacko
- Nevesinje